# Sararif
Sararif (tiếng Ả Rập: صراريف) là một ngôi làng Syria nằm ở Muhambal Nahiyah ở huyện Ariha, Idlib. Theo Cục Thống kê Trung ương Syria (CBS), Sararif có dân số 819 người trong cuộc điều tra dân số năm 2004.